# Осада Белой (1634)
Оборона Белой 1634 года — героическая оборона русским гарнизоном во главе с воеводой Фёдором Фёдоровичем Волконским крепости Белая (ныне в городе Белый Тверской области), ставшая поворотным событием на заключительном этапе Смоленской войны.

## Предыстория
Крепость Белая была освобождена русскими войсками во время наступления в 1632 году. Во главе её гарнизона, насчитывавшего одну тысячу ратников, был поставлен воевода Фёдор Волконский, успешно проявивший себя и во время обороны Москвы 1618 года, и в отражениях крымскотатарских набегов.
Во время неудачной для русских войск осады Смоленска, Фёдор Волконский пытался помочь оказавшемуся в трудном положении Михаилу Шеину. Его отряды атаковали польские разъезды, перехватывали неприятельские обозы, отражали ответные нападения врага. После капитуляции армии боярина Михаила Шеина польский король Владислав IV, всё ещё предъявлявший права на московский трон, намеревался развить успех и после недолгой передышки двинулся на Москву. По пути поляки намеревались захватить крепость Белую.

## Стороны
Силы поляков составляли до 30 тыс. человек при 150 пушках.
Силы гарнизона крепости составляли около 1000 человек с 20 небольшими пушками. В начале 1633 года у Волконского было всего около 500 человек очень пёстрого состава — московские стрельцы, дворяне и дети боярские из Ярославля, Дмитрова, Ржева. Однако по собственной инициативе он набрал, обучил и вооружил несколько сотен «охочих людей» из числа жителей Бельского и Смоленского уездов, увеличив численность гарнизона примерно до 1000—1100 человек.

## Ход осады
Подойдя к крепости, 13 марта 1634 года, с отрядом в 800 всадников, король намеревался с ходу захватить её, однако был обстрелян гарнизоном.
Король отступил, остановился в Михайловском монастыре и направил в Белую парламентёров (шляхтичей Стогнева и Абрагамовича), требуя немедленной сдачи города, «не дожидаяся ево королевского гневу». В противном случае непокорным грозили смертью. При этом королевские посланцы сослались на капитуляцию главных русских воевод под Смоленском. Но Волконский ответил решительным отказом, сказав, что Шеин ему «не в образец». Защитники Белой решили биться до конца, засыпав городские ворота.
Попытавшись взять крепость приступом 16 марта, польская армия потерпела фиаско. Через два дня был организован второй приступ, тоже успеха не имевший. Начавшаяся правильная осада была для польского войска также неудачной. Крепость обстреливалась из пушек и мортир, применялись зажигательные снаряды. Под стены было прорыто четыре подкопа, город пытались затопить, выпустив воду из окрестных озёр. В ночь с 29 на 30 апреля Владислав лично руководил обстрелом крепости зажигательными снарядами.
На 30 апреля был назначен новый штурм, который не состоялся по причине того, что часть шляхты открыто отказалась в нём участвовать. Канцлеру Литвы Христофору Радзивиллу лично пришлось уговаривать своих дворян.
1 мая «поляки попытались взорвать укрепления Белой с помощью подземной мины, однако горокопы не смогли точно проложить галерею и при взрыве фугаса, нисколько не повредившего крепостных сооружений, погибло 100 польских пехотинцев». Взорвав вторую мину, тоже положительного эффекта поляки не получили. После нескольких штурмов Белой всё же удалось подорвать стены города. Вновь наёмная пехота польского короля пошла на штурм Белой. Но защитникам удалось отбиться, и они вскоре сами совершили успешную вылазку и захватили 8 польских знамён, сумев уничтожить отборный полк Вейгера и ранить самого короля. Успешно отступив, защитники крепости быстро залатали за собой проломы в стенах землёй и брёвнами. Владислав, для которого осада этой маленькой крепости стала делом чести, решил во что бы то ни стало продолжить осаду. В условиях весенних заморозков и бескормицы это было ошибочным решением.

Описание боя в отписке воеводы стольника князя Ф. Ф. Волконского .

Польский король Владислав и королевич Казимир и гетман Радивил с польскими и с литовскими людьми и с немецкими и с нарядом стояли под Белою в острожках и в шанцах в 24 местех, и к городу приступали, и из верховаго и из стеннаго наряда в город стреляли, и башни зажигали, и под город и под острог четыре подкопа подводили, и воду из озёр выпустили, и городским сидельцам всякую тесноту чинили, и многими приступы приступали. И мая в 1 день, на первом часу дня, взорвало двумя подкопами городовую да острожную башню, и теми вырванными и иными розными месты польские и литовские люди к городу приступали; и, Божиею милостию и государевым… счастием, на приступех и на вылазкех польских и литовских и немецких людей многих побили, и языки, и знамёна, и барабаны, и трубки, и мушкеты, и протозаны и нарядныя ядра поимали, а взяли языков капитанов и польских и литовских и немецких людей 112 человек; и от города и от острога польских и литовских людей отбили. И мая в 8 день король Владислав и королевич Казимир и гетман Радивил с польскими и с литовскими и с немецкими людьми и с нарядом из-под Белой пошли вяземской дорогой.

8 мая Владислав снял осаду. Из-за больших потерь (по современным оценкам, более 4000 человек, то есть около 15 % численности) поляки прозвали Белую крепость «Красной». Осада крепости длилась 8 недель и 3 дня. К этому времени на можайском направлении собралась 10-тысячная русская армия во главе с князьями Дмитрием Черкасским и Дмитрием Пожарским. Не готовые к ведению затяжной войны и страдающие от голода и непогоды поляки, в рядах которых начиналось дезертирство, инициировали переговоры о мире.

## Последствия
В июне 1634 года на реке Поляновке, благодаря подвигу «бельских сидельцев», Россия заключила 20-летний Поляновский мир, подтвердивший в основном границы, установленные Деулинским перемирием, однако включающий возврат России г. Серпейска из числа утраченных во время Русско-польской войны 1609—1618 гг.. территорий и отказ Владислава от каких-либо прав на московский престол. В то же время к Польше отошла Белая. Руководивший героической обороной князь Фёдор Волконский триумфально вернулся в Москву, повесив в Успенском соборе восемь захваченных его людьми неприятельских знамён. Царь Михаил Фёдорович пожаловал его в окольничие, а также вручил ему в подарок шубу с царского плеча, кубок и вотчины.